# La Rovira (Sagàs)
La Rovira o Malla és una masia del municipi de Sagàs (Berguedà) catalogada l'Inventari del Patrimoni Arquitectònic de Catalunya. La Rovira és una masia de tipus senyorial, de galeries i planta quadrada amb torratxa central d'il·luminació. Coberta a quatre vessants, igual que la torratxa, té totes les finestres d'arc de mig punt o d'arcs apuntats, amb balconades. Els murs de la casa són totalment arrebossats. Al costat de la casa i davant l'era hi ha les dependències annexes i el jardí. El bosc omple els voltants de la casa.

## Història
L'any 1348 la documentació fa referència a la mort de l'abat Guillem de Ça Rovira, fill de la Rovira de Sagàs, monjo cambrer del monestir de la Portella fins a l'any 1338 i abat a partir d'aquesta data. La Rovira ja devia ser un mas important a l'època medieval, així s'explica que un fill d'aquesta casa obtingués la màxima dignitat abacial del monestir de la Portella. La casa actual és una obra senyorial del segle xviii, un esquema antecedent de la torre senyorial del segle xix.